# Bosnia y Herzegovina en los Juegos Olímpicos de París 2024
Bosnia y Herzegovina estuvo representada en los Juegos Olímpicos de París 2024 por cinco deportistas, tres mujeres y dos hombres, que compitieron en tres deportes.
Los portadores de la bandera en la ceremonia de apertura fueron el atleta Mesud Pezer y la judoka Larisa Cerić. El equipo olímpico bosnio no obtuvo ninguna medalla en estos Juegos.